# Berlin (Maryland)
Berlin è una città degli Stati Uniti d'America, nella contea di Worcester, in Maryland.